# Gunnar Stockhammar
Karl Gunnar Stockhammar född 28 mars 1944 var en svensk handbollstränare och förbundskapten för damlandslaget 1977-1982.

## Karriär
Gunnar Stockhammar spelade i sin ungdom handboll i Kärrtorps BK i division tre på 1960-talet. Senare blev han tränare för Stockholmspolisens damlag i dåvarande damallsvenskan. Med stora framgångar i klubblaget i ryggen, Stockholmspolisen vann SM 1974-1977, efterträdde han Aase Brundell som förbundskapten 1977. Han ledde sedan laget under fem år. Sverige var ingen toppnation inom damhandbollen som dessa år behärskades av öststaterna.
Damlandslaget spelade som mest 7-8 landskamper per år i slutet av 1970-talet. Norge spelade ett  20-tal landskamper och dåvarande toppnationen Sovjet som kunde ha 40 landskamper på programmet. Inte heller damjuniorerna spelade många landskamper och man deltog inte i ungdomsmästerskap i någon större utsträckning. Sverige har ibland fått spela bra turneringar trots en lite lägre ranking. Redan på 1970-talet,när Sovjet, Jugoslavien, DDR och Ungern var världsdominerande och Gunnar Stockhammar var svensk förbundskapten hände det att Sverige gjorde enstaka bra matcher men laget hade ingen stabilitet.
Spartakiaden 1979 då Sverige blev bästa utländska lag var ett undantag. Ann-Britt Carlsson var turneringens bästa svenska med 28 mål. I matchen om 5-6:e plats möttes Sverige och Estland. Sverige förlorade efter två förlängningar 21-22.
Som assisterande hade Gunnar Stockhammer Evy Nordström i både landslaget och hon blev senare också tränare  i Stockholmspolisens klubblag..